# VG-lista
De VG-lista is een Noorse hitlijst.
De lijst wordt wekelijks op vrijdag gepubliceerd in de krant Verdens Gang en op zaterdag uitgezonden door de NRK als Topp 20. De VG-lista wordt beschouwd als de belangrijkste Noorse hitlijst, omdat deze internationale albums en singles in kaart brengt.
De gegevens worden verzameld door Nielsen Soundscan International en zijn gebaseerd op de verkoop in ongeveer honderd winkels. De hitlijst begon als top 10-lijst in week 42 van 1958 en werd uitgebreid tot een top 20-lijst in week 5 van 1995.
Met de albumhitlijst werd in de eerste week van 1967 begonnen en ook deze werd in week 5 van 1995 uitgebreid, van een top 20- naar een top 40-lijst.
1958 ·
1959 ·
1960 ·
1961 ·
1962 ·
1963 ·
1964 ·
1965 ·
1966 ·
1967 ·
1968 ·
1969 ·
1970 ·
1971 ·
1972 ·
1973 ·
1974 ·
1975 ·
1976 ·
1977 ·
1978 ·
1979 ·
1980 ·
1981 ·
1982 ·
1983 ·
1984 ·
1985 ·
1986 ·
1987 ·
1988 ·
1989 ·
1990 ·
1991 ·
1992 ·
1993 ·
1994 ·
1995 ·
1996 ·
1997 ·
1998 ·
1999 ·
2000 ·
2001 ·
2002 ·
2003 ·
2004 ·
2005 ·
2006 ·
2007 ·
2008 ·
2009 ·
2010 ·
2011 ·
2012 ·
2013 ·
2014 ·
2015 ·
2016 ·
2017 ·
2018 ·
2019 ·
2020